# Hrafnagaldur Óðins
Ne doit pas être confondu avec Odin's Raven Magic.
Hrafnagaldur Óðins ou Forspjallsljóð, termes islandais signifiant littéralement en français « l'incantation-corbeau d'Odin » et « le prélude au poème », est un poème islandais dont la date de composition se situe entre les XIVe et XVIIe siècles. Constituant une introduction au Baldrs draumar, il est rédigé en fornyrðislag, soit dans le même style que l'Edda poétique, et comporte 26 stances de 8 lignes chacune.
Il narre une mission confiée par Odin à trois autres divinités afin qu'elles s'enquièrent de l'origine, de la durée et de la fin de Midgard, du Valhalla et de Hel auprès d'une femme vivant dans l'un des neuf mondes.

## Récit
Le poème débute avec cinq stances introductives, la narration commençant par la sixième stance avec Idunn chutant d'Yggdrasil et le don qu'il lui est fait d'une vieille peau de loup afin qu'elle puisse se vêtir. Alarmé, Odin missionne Heimdall, Loki et Bragi de trouver une femme désignée comme « le montant de la porte de Gjöll » (Giallar sunnu gátt) et de lui demander quelle est l'origine, la durée et la fin de Midgard, du Valhalla et de Hel. L'énoncé de cette mission par Odin est faite sous la forme d'un galdr, une formule magique viking. Ayant trouvé cette femme, la seule réponse que les trois divinités obtiennent de sa part sont des larmes.
Revenus sur Ásgard alors qu'un festin est en cours, Heimdall informe les dieux et Loki les déesses du résultat de leur mission. Le banquet prend fin au début de la nuit et le poème s'achèvent sur Heimdall qui lève sa corne à boire vers le ciel.

## Histoire
La date de rédaction du poème est sujette à débat.
Dans l'édition de 1867 de l'Edda poétique, le linguiste norvégien Sophus Bugge soutient que le Hrafnagaldur Óðins est rédigé comme une introduction au Baldrs draumar et date du XVIIe siècle. C'est depuis ces travaux que le poème n'est plus inclus dans l'Edda poétique contrairement aux précédentes traductions en anglais. Cependant l'universitaire et romancier islandais Jónas Kristjánsson remet en cause la datation effectuée par Bugge dans un article publié dans le quotidien Morgunblaðið en 2002. En s'appuyant sur une étude linguistique et sur une évidente altération du texte, il situe l'époque de sa rédaction au XIVe siècle. Le linguiste Kristján Árnason met en doute la conclusion de Kristjánsson en avançant le fait que le poème aurait difficilement pu nous parvenir s'il avant été rédigé avant le XVIe siècle.
D'autres éléments présentés dans une étude conduite par Annette Lassen et publiée en 2011 évoquent une période de rédaction postérieure au XIVe siècle et vraisemblablement datant du milieu du XVIIe siècle. Ainsi, ce « poème post-médiéval » aurait été rédigé peu après la découverte du Codex Regius en 1643, les auteurs montrent une familiarisation avec l'Adagia d'Érasme publié pour la première fois en 1500 et la présence à la stance 20 du terme máltíd provenant du moyen bas allemand alors que son usage en Islande est attesté à partir du milieu du XIVe siècle.

## Dans la culture populaire
Le Hrafnagaldur Óðins a été mis en musique et scénographié en 2002 par le groupe islandais Sigur Rós dans un spectacle musical, Odin's Raven Magic.

## Référence
- (en) Cet article est partiellement ou en totalité issu de l’article de Wikipédia en anglais intitulé « Hrafnagaldr Óðins » (voir la liste des auteurs).

## Édition du texte
- (en) Hrafnagaldur Óðins[1] (Forspjallsljóð). Edited with introduction, notes and translation by Annette Lassen. University College London, Viking Society for Northern Research, 2011, 120 p.